# Ingeborg Walberg
Ingeborg Walberg (nascida von Düben; Överselö, 6 de dezembro de 1862 – Gränna, 17 de março de 1943) foi uma missionária sueca.

## Biografia
Walberg nasceu em 1862 na paróquia de Överselö. Os seus pais eram a baronesa Augusta e o barão Cesar von Düben.
Walberg foi para a África do Sul na década de 1890 para trabalhar como missionário, servindo a Igreja da Suécia. Além do trabalho missionário, colecionou diversos objectos etnográficos. Posteriormente, ela doou-os ao Museu Sueco de História Natural.
Ela casou-se com Erik Gustaf Walberg em 1897, um padre e missionário no centro missionário de Ekutuleni.
 